# Saffa
Saffa (arab. ‏صفا‎, Ṣaffā) – wieś w Palestynie, w muhafazie Ramallah i Al-Bira. Według danych szacunkowych Palestyńskiego Centralnego Biura Statystycznego w 2016 roku miejscowość liczyła 4865 mieszkańców.